# Балтазар Беккер
Балтаза́р Бе́ккер (нід. Balthasar Bekker; *30 березня 1634— †11 липня 1698) — фламандський мислитель, прихильник фізики Декарта.
Головний твір Беккера «Зачарований світ» цікавий своєю спрямованістю проти мракобісся, інквізиції і бузувірства церковників, насичений багатим фактичним матеріалом. Незважаючи на переслідування, Беккер не відступив від своїх переконань.